# Troilus och Cressida
Troilus och Cressida (originaltitel The Tragedy of Troilus and Cressida) är en tragedi av William Shakespeare. Troilus och Cressida räknas ibland tillsammans med Lika för lika och Slutet gott, allting gott till problemkomedierna eller problempjäserna (problem plays eller dark comedies) som är tragikomiska och svåra att genrebestämma till sin natur. Vissa vill även räkna med Timon av Aten.

## Tillkomsthistoria

### Datering
Pjäsen fördes in i the Stationers Companys (boktryckarskrået) register 7 februari 1603. Prologen (i det engelska originalet "Prologue armed") innehåller möjligen en anspelning på Ben Jonsons Poetaster som framfördes 1601 och dess koppling till teaterkriget - "the War of the Theatres" som var en konflikt mellan Ben Jonson på ena sidan och John Marston och Thomas Dekker på den andra. Konflikten varade mellan 1599 och 1601. Filologer som närstuderat versen vill placera pjäsen i tid efter Hamlet och Trettondagsafton men före Lika för lika och Othello vilket ger en sannolik datering till 1602.

### Pjäsens källor
Dramat tar sin utgångspunkt i den på Shakespeares tid välkända berättelsen om kärleksparet Troilus och Cressida, som i sin tur är ett medeltida tillägg till den antika legenden om det trojanska kriget, känd från bland andra Homeros Iliaden och Vergilius Aeneiden.
Pjäsens främsta inspirationskälla anses vara Geoffrey Chaucers Troilus and Criseyde från cirka 1380. Chaucers framställning byggde vidare på Giovanni Boccaccios Il Filostrato  som i sin tur bär spår av fransmannen Benoît de Sainte-Maures Roman de Troie från 1200-talet.
Det finns fler verk med samma motiv där Shakespeare kan ha hämtat olika element till sitt drama. Från början av 1400-talet härrör munken John Lydgate's Troy Book. Robert Henryson skrev The Testament of Cresseid under 1400-talets senare hälft. 1473 kom William Caxtons Recuyell of the Historyes of Troye (den första boken som trycktes på engelska), en översättning till engelska av fransmannen Raoul Lefèvres berättelsesamling Recueil des Histoires de Troye från 1464.
Shakespeare tycks ha använt sig av George Chapmans engelska översättning av Iliaden från 1598, Seven Books of the Iliads of Homer. Achilles vägran att strida är direkt hämtad från Iliaden. Troilus omnämns bara med någon enstaka rad som en av dem som dödas av Achilles. Han har inget samröre med prästdottern Chryseis. Pandarus, som hos Shakespeare sammanför dem, har en underordnad roll i Iliaden men byggs ut hos Boccaccio och ännu mer hos Chaucer. Thersites är redan i Iliaden föraktad av krigarna, men det är först hos Shakespeare han blir en frätande sanningssägare.
Ulysses tal om nödvändigheten med ordning har sin motsvarighet i Thomas Elyots The Gouvernor från första halvan av 1500-talet och likalydande uttryck finns även i Richard Hookers Of the Lawes of Ecclesiasticall Politie från 1593. Kontrasten mellan Ulysses intelligens och Ajax fyrkantighet är hämtad från Ovidius Metamorfoser. Hektors syn på de trojanska prinsarna som moralfilosofiskt ovärdiga visar på inflytande från Robert Greenes Ephues his Censure to Pilatus från 1587.
Motivet med Troilus och Cressida återfinns även i två samtida pjäser, men det går inte att avgöra vem som var först av Shakespeare och Thomas Heywoods The Iron Age i två delar eller Thomas Dekkers och Henry Chettles Troilus and Cressida, som bara finns bevarad i form av fragment.
Över huvud taget är Shakespeare mycket fränare än Chaucer och bitterheten och cynismen är Shakespeares egen skapelse. Likaså illusionslösheten och det komplexa och mångtydiga. Ett annat tillskott som är Shakespeares eget är att han med inspiration från alla medeltida lager på lager gjort myten om Troja mycket mer komplex än vad den är i Iliaden. Konsekvent har Shakespeare också valt den minst smickrande versionen av sina hjältar.

### Tryckningar och text
Pjäsen anmäldes alltså för tryckning till boktryckarskråets register 1603 av bokhandlaren James Roberts, som the booke of Troilus and Cresseda., men den kom aldrig till tryckning. 28 januari 1609 registrerades pjäsen på nytt av bokhandlarna Richard Bonian och Henry Walley och senare samma år publicerades den första kvartoupplagan i två versioner, av dessa båda och tryckta av George Eld. Förmodligen grundades denna upplaga på Shakespeares eget handskrivna manus. Pjäsen klassades som ett historiespel med titeln The Famous Historie of Troylus and Cresseid i den första upplagan och i den andra The Famous Historie of Troylus and Cresseid. Excellently expressing the beginning of their loves, with the conceited wooing of Pandarus, Prince of Licia. Därefter trycktes pjäsen i First Folio 1623, den samling av Shakespeares pjäser som sammanställdes av Shakespeares skådespelarkollegor John Heminges och Henry Condell och publicerades av Edward Blount och Isaac Jaggard. Pjäsen infogades bland tragedierna med titeln The Tragedie of Troylus and Cressida men togs inte med i innehållsförteckningen och sidorna var inte numrerade. Folion skulle ha använt den första kvarton som förlaga, men istället användes en sufflörs exemplar. Det föreligger mer än 500 ändringar mellan den första kvarton och folion.

## Handling

### Namngivna rollfigurer
Efter Allan Bergstrand.
| Trojaner: - Priamus, kung av Troja - Priamus söner: - Hector - Troilus - Paris - Deiphobus - Helenus - Margarelon, bastardson till Priamus - Trojanska befälhavare: - Aeneas - Antenor - Calchas, trojansk präst på grekernas sida - Pandarus, Cressidas farbror - Andromache, Hectors hustru - Cassandra, Priamus dotter, sierska - Cressida, dotter till Calchas - Alexander, Cressidas tjänare | Greker: - Agamemnon, grekernas befälhavare - Menelaos, hans bror - Grekiska befälhavare: - Achilles - Ajax - Ulysses - Nestor - Diomedes - Patroclus - Thersites, en vanskapt och hånfull grek - Helena, Menelaus' hustru |

### Resumé
Troilus och Cressida utspelar sig under den senare delen av trojanska kriget och skildrar i ramhandlingen förloppet från Akilles vägran att delta till Hektors död.
Pjäsen bygger på två intriger. Cressida och den trojanske prinsen Troilus sammanförs av hennes farbror Pandarus. Cressida är först avvaktande, men de har en kärleksnatt och lovar varandra evig trohet. Redan nästa dag utlämnas dock Cressida i utbyte till grekerna mot en trojansk krigsfånge. När hon anländer till grekernas läger står krigarna i kö för att få hälsa henne välkommen med en kyss. Den ende som avstår är Ulysses. Diomedes flirtar med henne och hon besvarar flirten. Troilus besöker det grekiska lägret och Ulysses visar honom i smyg vad som pågår mellan Diomedes och Cressida. Troilos blir rasande över hennes svek och beslutar sig för att hämnas. Troilus och Diomedes råkar på varandra under slutstriden men intrigtråden får ingen upplösning.
Huvvuddelen av handlingen upptas av intrigerna kring Akilles och Hektor. Agamemnon försöker förmå Akilles att återuppta striden och framförallt möta Hektor. Denne sänder grekerna ett brev och förklarar att han är villig till en envig. Egentligen är det Ajax han skall kämpa emot men denne drar sig ur. Då Akilles käre vän (eller älskare, det är en tolkningsfråga) Patroklos dödas av Hektor ändrar han sig. Akilles får fatt i Hektor och låter sina följeslagare myrmidonerna döda honom.

## Analys

### Teman och motiv
Troilus och Cressida är Shakespeares kanske mest bittert cyniska verk, och har genomgående en desillusionerad ton och återkommande, ironiska ifrågasättanden av absoluta värden, inte minst kärleken och krigarnas heder som skildras som skrytsamhet, självkärlek och enfaldigt käbbel. I inget annat shakespearedrama analyserar hjältarna sig själva och världen lika ingående. De främsta krigarna Akilles och Ajax är enfaldiga och uppträder som narrar i sin inbördes konkurrens. Nestor och Ulysses är ett par gamla pratmakare som inte kan vinna kriget utan Akilles eller Ajax. Det är inte bara Thersites som hånar och gisslar hjältarna, de avslöjar sig själva; Agamemnon i sin banala uppblåsthet, Thersites beskriver honom med orden med "inte så mycket hjärna som örvax" (not so mych brain as ear-wax, V:1), Nestors ordrika sätt att slingra sig, Ajax lättlurade fåfänga och Achilles avundsjuka. Ulysses intrigerande att få ut Achilles i kriget igen och hans vackra ord leder inte till någonting. När Achilles trots allt går ut i kriget är det för att hämnas Patroclus död. Det är häcklaren Thersites som i nedsättande ordalag utmålar Achilles och Patroclus som ett kärlekspar. Deras relation brukar tolkas som klassisk grekisk gossekärlek men i pjäsen sägs inget om Patroclus ålder och i Iliaden är Patroclus en äldre mentor till Achilles. Det är inte heller Patroclus som håller Achilles borta från kriget, tvärtom manar han på honom. Pastroclus framställs även som sexuellt intresserad av kvinnor.
Jämfört med Iliaden är Shakespeares skildring betydligt mer grekfientlig i de medeltida källornas efterföljd. Enligt den brittiske kritikern George Wilson Knight förlade Shakespeare alla dygder i det ena lägret och alla laster i det andra. Särskilt är det Achilles som omvärderas. Han som är sinnebilden av en krigshjälte framställs som en gangster. Istället för att slåss själv mot sin huvudmotståndare Hector beordrar han ett mord på honom när han är försvarslös men tar själv åt sig äran.
Kriget orsakades av att Menelaos hustru flytt med den trojanske prinsen Paris. Diomedes utmålar i en dialog med Paris Helena som en kallsinnig hora som är falsk och besudlad, likgiltig inför att hennes landsmän dödas och hon liknas vid avslaget vin. Men om trojanerna skulle återlämna Helena till grekerna skulle deras ära sättas på spel och det är denna ära kriget handlar om, enligt den trojanske prinsen Hector oändligt mycket viktigare än allt förnuft. Hector vet att han måste välja mellan Trojas fysiska eller moraliska undergång. Ingen har några illusioner om att kriget handlar om något annat än en slinka och hennes hanrej till man (All the argument is a whore and a cuckold, II:3). Helena är inte värd en enda droppe grekiskt eller trojanskt blod. Genom hela pjäsen pågår diskussionen om krigets mål och pris och om kärlekens existens och pris, diskussionen handlar om ifall det finns någon moralisk ordning i en grym värld utan förnuft. Då kriget fortsätter måste det ges en mening för att rädda meningen med livet och världen med dess värdeskalor. Alla vet att kriget är meningslöst men även ett meningslöst krig måste vinnas.
Grekerna skildras som "modernt" hånfulla och skeptiska medan trojanerna är varma, naiva och gammalmodiga. Renässans ställs mot medeltid. En av de gammalmodiga trojanska egenskaperna är förmågan att älska. Troilus är inte bara ute efter köttslig kärlek, hans känslor för Cressida är äkta och djupa. För grekerna och Diomedes är Cressida bara ett könsobjekt. Trojanen Hector är en av få som ingen säger något ont om. Achilles utsända myrmidoners slakt på den vapenlöse Hector innebär generositetens och ridderlighetens undergång.
När pjäsen inleds finns fortfarande ett visst hopp att kärleken skall övertrumfa kriget. I en monolog får Troilus ifrågasätta meningen med kriget och hylla kärleken som ett motgift. Troilus har ibland setts som idealisten i en korrumperad värld, men han har också en spekulativ sida. Han säger "att viljan är gränslös men gärningen begränsad; att begäret är oändligt men gärningen ändlighetens fånge." (III:2) Han tror sig trots allt inte om att vara en verkligt trogen älskare, men han vill bli hågkommen som sinnebilden av en trogen älskare. Hans beteende motsäger inte heller Cressidas tes att en man älskar bara så länge han hålls på halster. För Troilus betyder mordet på Hector ett uppvaknande ur sin självupptagenhet. Samtidigt tar han över grekernas desillusionerade mentalitet och grekerna vinner över Troja i dubbel bemärkelse, inte bara fysiskt utan även mentalt. Cressidas övergång till grekerna blir en bekräftelse på denna dubbla seger.
När Pandarus sammanför Troilus och Cressida ger hon först uttryck för återhållsamhet, men de har en kärleksnatt. Om hon skulle svika Troilus bedyrar hon att man i all framtid skulle säga om svekfulla flickor att de var falska som Cressida. Deras kärleksscen hör till Shakespeares allra innerligaste, men efter att kriget hånats kommer även kärleken att hånas. Den tematiska korsningen mellan krig och kärlek är genomgående i pjäsen. fienderna beskriver sina mellanhavanden som kärleksakter; Achilles "mättar sina ögon" på Hector, Aeneas svär "vid Venus hand" att döda Diomedes. När Cressida lämnas ut till grekerna hälsas hon av alla med lystna kyssar, alla utom Ulysses som avfärdar henne som "daughter of the game", en dotter av älskog. Och hon är snabb att falla för Diomedes trots att hon låtsas hålla på sig, vilket Ulysses demonstrerar för Troilus. Dennes kommentar är att detta får man inte tro om kvinnosläktet, vi måste minnas att vi har mödrar. Även om Cressida i huvudsak porträtteras med sympati så görs hon till sinnebilden av den bedragande och svekfulla kvinnan Shakespeare fäller inte i någon annan pjäs en lika sträng moralisk dom över någon. Kvinnosynen är inte lika svart i någon annan av Shakespeares pjäser som i denna skildring av Helena och Cressida. Ulysses omtanke om Troilus är samtidigt den enda vänligheten i pjäsen.
Pjäsens enda budskap som skulle kunna tolkas positivt är Ulysses tal om betydelsen av hierarkisk ordning, rang. Det kan ses som en kommentar till det som sker i Kung Lear, Macbeth och Othello, samtidigt är detta ett koncentrat av elisabetanernas världsåskådning. Om ordningen rubbas mellan elementen och om stånd ställs mot stånd, då utbryter kaos. Då stiger vattnet och slukar städerna och då blir våldet herre över svagheten och "styrkan kallas rätt" (Force should be right, I:3). Ulysses är en ideolog som anpassar sitt tankesystem till praktikens krav. Akilles däremot är fri från den feodala ärans skrupler. Han utnyttjar Hectors tillfälliga försoningsgest till att låta mörda honom. I en äkta tragedi dör hjältarna, men den moraliska ordningen består. Här finns dock ingen katharsis. Här är döden hånfull.

### Stildrag
Stilen är en blandning av det enkla och åskådliga å ena sidan och det drastiska och tillskruvade å andra sidan. Retoriken är ofta tillkrånglad och sofistikerad. Troilus och Cressida har ett säreget både hemlighetsfullt och skolat språk, till delar juristspråk, samt en förkärlek för retoriska standarduttryck, vilket ibland åberopats som stöd för att pjäsen skulle ha skrivits för framförande vid något av juristkollegierna Inns of Court. Publiken där skall ha tålt både mer grovhet och mer intellektualism. Vad som ytterligare talar för detta är grekernas utförliga filosoferande, satiren mot dålig argumentation hos trojanerna, det allmänna utnyttjandet av engelskans latinska ordförråd samt den publikkontakt som åstadkoms med den skämtsamme kopplaren Pandarus. Pjäsens skepticism mot alla former av ridderliga ideal, framförallt i munnen på den cyniske resonören Thersites (som reducerar berättelsen om Troja och kärleken mellan Troilus och Cressida till "krig och liderlighet" (wars and lechery), har fått somliga att se pjäsen som en i huvudsak satirisk och ikonoklastisk burlesk, men Shakespeares medkänsla för sina rollfigurer är lika framträdande som någonsin - framförallt för de båda älskande, som får ha ett av pjässkattens mest rörande avsked. Jämfört med förlagorna är det mesta mycket fränare hos Shakespeare. Bildspråket rör sig med förkärlek kring sjukdomar, bölder pest och klåda. Bildspråket är splittrat mellan å ena sidan det metafysiska och å andra sidan avfall, sjukdomar och förnedrande jämförelser med djur.
Pjäsen genomsyras av en obehaglig stämning. De komiska scenerna är brutala och de allvarliga scenerna visar vanmakt gentemot de agerandes svagheter och lastbarhet. Splittringen i världen åskådliggörs av dessa skillnader mellan komiskt och allvarligt. Å ena sidan hugg och slag, å den andra fruktlös spekulation och ingenting däremellan. Redan under Shakespeares samtid fanns det tecken på att pjäsen var svår att genrebestämma. I kvartoupplagan klassades pjäsen som ett krönikespel (history) samtidigt som den i förordet jämfördes med "de bästa komedierna av Terentius eller Plautus" men när den infogades i First Folio så placerades den först bland tragedierna.
Slutscenen är en dramaturgisk och scenteknisk höjdpunkt i Shakespeares författarskap. De olika turerna i Diomedes förförelse av Cressida bevittnas och kommenteras av Ulysses och Troilus samtidigt som Thersites ser alla fyra och kan kommentera dem. Alla olika utrymmen på den elisabethanska scenen utnyttjas då. Den bittre resonören Thersites kan ses som en travesti på det antika dramats kör.

#### Versexempel
Pjäsen har en fri behandling av blankversen med flera omkastningar av betonade ord och olika långa versrader där versen får löpa över raderna på ett oregelbundet vis. Men det finns också helt regelbundna partier. Följande exempel har fem jamber per rad och varje rad är en avslutad sats utom på de två sista raderna där meningen fortsätter. Dessa två rader är också rimmade.
| ”                                                       | Nej, unge Troilus, lägg av din rustning! Jag är på ridderligt humör i dag. Låt dina senor stå på tillväxt än och fresta inte krigets vapenlek! Av med din rustning, tappre gosse! - Jag ska slåss för Troja, dig och mig i dag. | „ |
| – Hector, akt V scen 3, Allan Bergstrands översättning. | |   |

Uttalet var annorlunda på Shakespeares tid vilket kan utläsas i versbehandlingen. Shakespeare uttalade ibland namnet Troilus som vi gör idag med två stavelser men kunde också uttala det med tre stavelser med ett obetonat "i", vilket enligt regissören John Barton blir mer romantiskt. Här syns det om man räknar stavelserna, första gången Troilus nämns uttalas namnet med två stavelser och andra gången med tre stavelser:
| ”                 | CRESSIDA: And is it true that I must go from Troy? TROILUS: A hateful truth. CRESSIDA: What, and from Troilus too? TROILUS: From Troy and Troilus. CRESSIDA: Is it possible? | „ |
| – act IV scene 4. | |   |

I Allan Bergstrands översättning finns inget spår av detta. Där den engelska versen består av regelbundna jamber, har den svenska versen en sista obetonad stavelse, det vill säga, den är på blankvers.
| ”                                                | CRESSIDA: Och det är sant att jag ska bort från Troja? TROILUS: Avskyvärt sant. CRESSIDA: Och bort från Troilus? TROILUS: Från Troilus och Troja. CRESSIDA: Måste jag? | „ |
| – akt IV scen 4, Allan Bergstrands översättning. | |   |

### Kritik
Även om Odysseus tal om rang och uthållighet ("Med påse på sin rygg går tiden fram..." - Time hath, my lord, / A wallet at his back...) i tredje aktens tredje scen ofta citerats som en av Shakespeares vackraste passager (vilket fortfarande ibland oegentligt citeras som exempel på Shakespeares personliga uppfattning), uppfattades pjäsen som helhet vanligen med besvikelse och ogillande ända till mitten av 1900-talet. När John Dryden gav ut sin adaptation 1679 beklagade han sig över att Shakespeares stil är "så ansatt av bildliga uttryck att den är lika affekterad som dunkel", och hans invändningar mot pjäsens orkestrering och intrig görs tydlig genom hans variationer på dessa: hans Troilus tror inte på att Cressida viker sig för grekerna och han inbillar sig att Cressida skall förbli honom trogen, kanske till och med begå självmord för att bevisa sin trohet. Samuel Johnson hade inga sympatier för vare sig Cressida eller Pandarus, som han trodde var "avskydd och föraktad" (detested and contemned) av alla läsare. Hans infallsvinkel upprepades av 1800-talets kommentatorer som var avskräckta av pjäsens cynism och brist på sexuell diskretion. Så sent som 1924 beskrev Agnes Mure Mackenzie i The Women in Shakespeare's Plays Troilus och Cressida som "ett verk av en man vars själ är förgiftad av smuts" (the work of a man whose soul is poisoned with filth). Mackenzie var bara en i mängden under det tidiga 1900-talet (bland dem Edmund Kerchever Chambers och Frank Harris) som försökte förklara att Troilus och Cressida liksom Timon av Aten och de andra problempjäserna var ett morbitt symptom på en personlig kris.
Den svenske författaren och regissören Ulf Gran menar att blandformer mellan tragedi och komedi sällan blir populära, särskilt om de som här börjar muntert men blir allvarligare allt eftersom. Även om slutet kan tolkas som ett spex så är det ett synnerligen bittert spex. Ulf Gran tror också att en del av pjäsens tidigare impopularitet kan bero på att det är en skoningslös antikrigsskildring och att tendensen är antinationalistisk. Det var först under det oroliga och desillussionerade 1900-talet som pjäsens bittra cynism där förnuftet och troheten kommer till korta kommit att uppskattas. Redan från 1930-talet fick dessa attityder ge vika för en helt ny uppskattning av pjäsens konstnärliga företräden. Under högmodernismen gjorde pjäsens svårmod, intellektualism och raka sexskildringar den till en favorit bland akademiska kritiker, ibland dem G. Wilson Knight och Una Ellis-Fermor. Och dess skildring av ett meningslöst men uppenbarligen ostoppbart krig gjorde pjäsen till en favorit under Vietnamkrigets dagar. Pjäsens reflektion kring tiden och personlighetens föränderlighet har inspirerat till många studier och feministiska kritiker har varit särskilt intresserade av Cressida, en hjältinna som tycks göra upp med sitt personliga öde utanom de normativa kategorierna jungfru, änka eller hustru.
Författarinnan och litteraturvetaren Joyce Carol Oates har bland annat sagt följande om verket:
"Troilus och Cressida, denna den mest plågsamma och mångtydiga av Shakespeares pjäser, framstår för den moderna läsaren som ett samtida dokument. [...] Detta är tragedi av en alldeles särskild sort; en "tragedi" som tar sin utgångspunkt i den konventionella tragedins omöjlighet." 

## Översättningar till svenska
Troilus och Cressida finns i tre tryckta översättningar till svenska och två som spelats på teatern. 1849 kom Carl August Hagbergs översättning som ingick i Shakspere's dramatiska arbeten. Bd 8. 1967 gjorde Britt G. Hallqvist en översättning för Dramaten. 1969 kom Åke Ohlmarks översättning ut i samlingsvolymen Tragedier. 1981 gjorde Thomas Warburton en nyöversättning för Göteborgs stadsteater. Hallqvists och Warburtons översättningar hade båda den nya titeln Troilos och Kressida. 1985 utkom Allan Bergstrands översättning, tryckt tillsammans med Hamlet.

## Uppsättningar
När boktryckaren James Roberts anmälde pjäsen till boktryckarskråets register 1603 tillfogade han kommentaren att pjäsen spelats av Lord Chamberlain's Men, Shakespeares trupp. När pjäsen trycktes i den första kvartoupplagan 1609 påstod först titelbladet att pjäsen framförts av King's Majesty's servants på the Globe Theatre. (King's Majestys servants var det nya namnet på Shakespeares trupp sedan kung Jakob I gjort sig till dess beskyddare 1603.) I en andra version av kvarton hade kommentaren om uppförande tagits bort, istället hade ett förord tillfogats som påstod att pjäsen aldrig spelats.
Det första dokumenterade framförandet av Troilus och Cressida ägde rum i London 1679. John Dryden spelade en kraftig omarbetning som förblev tongivande under det närmaste århundradets fåtaliga uppföranden. Det är dock möjligt att pjäsen i originalutförande spelades på Smock Alley i Dublin under 1670-talet. Första gången originaltexten säkert framfördes var på Staatstheater am Gärtnerplatz i München 1898 i en uppsättning med enbart män. Första gången originaltexten med säkerhet framfördes i Storbritannien var 1 juni 1907 då den spelades på the Great Queens Street Theatre i London. Uppsättningen var regisserad av Charles Fry och framfördes av en ensemble som bestod av både proffs och amatörer. 1912 regisserades pjäsen av William Poel. The Marlowe Society framförde Troilus och Cressida i Cambridge 1922 och togs väl emot av krigsveteranerna från första världskriget i publiken. Året därpå floppade pjäsen på Old Vic i London. Mer framgångsrik var uppsättningen 1938 på Westminster Theatre i London med modern kostym.
Efter andra världskriget har pjäsen varit mer populär och något av en favorit för regissörer. 1956 satte Tyrone Guthrie upp den på Old Vic och förlade tiden till första världskriget. När Royal Shakespeare Company (RSC) gav pjäsen 1985 spelade Juliet Stevenson en Cressida som blev bedragen av Anton Lessers Troilus istället för tvärtom. 1960 satte Peter Hall upp pjäsen i John Bartons bearbetning i Stratford-upon-Avon. 1991 regisserade Sam Mendes stycket på RSC med Amanda Root som Cressida, Ralph Fiennes som en neurotisk Troilus och Simon Russell Beale som Tersites.

### Uppsättningar i Sverige
- 1963 Troilus och Cressida, Lunds Studentteater[43]
- 1967 Troilus och Cressida, Dramaten, översättning Britt G. Hallqvist, regi Alf Sjöberg, med Börje Ahlstedt, Sigge Fürst, Max von Sydow, Hans Strååt, Ernst-Hugo Järegård & Anders Ek
- 1967 Troilus och Cressida, Uppsala-Gävle stadsteater, översättning Allan Bergstrand, regi Anita Blom, med Palle Granditsky, Tord Peterson, Per Ragnar, Anders Nyström, Else-Marie Brandt & Percy Brandt
- 1981 Troilos och Kressida, Göteborgs stadsteater, översättning Thomas Warburton, regi Ralf Långbacka, med Torsten Lilliecrona, Karl-Magnus Thulstrup, Dan Ekborg
- 1987 Troilos och Kressida, Källarteatern m.fl., Stockholm, översättning Britt G. Hallqvist, regi Lena Hanno, med Annika Hallin
- 2010 Troilos och Kressida, Shakespeare på Gräsgården, Vadstena, översättning Britt G. Hallqvist, regi Andreas Lindal

## Filmatiseringar (urval)
- 1954 Troilus and Cressida, regi George Rylands (TV)
- 1964 Troilus und Cressida, regi Hans Quest & Heinrich Koch (TV)
- 1966 Troilus and Cressida, regi Michael Croft, Bernard Hepton & Paul Hill, med Timothy Dalton (TV)
- 1981 Troilus & Cressida, regi Jonathan Miller (TV)
- 1987 Troilus und Cressida, regi Dieter Dorn (TV)